# Auvergne-Rhône-Alpes Cinéma
Auvergne-Rhône-Alpes Cinéma (anciennement Rhône-Alpes Cinéma jusqu'en 2015) est un fonds régional de coproduction destiné à financer des longs métrages tournés en Auvergne-Rhône-Alpes (auparavant seulement en Rhône-Alpes avant la fusion avec l'Auvergne) et à en assurer la promotion dans la région.

## Historique
La société est fondée en 1991 à l'initiative du metteur en scène Roger Planchon. Outre son activité de coproduction, elle a pour rôle de faciliter également les tournages dans la région Rhône-Alpes. C'est une approche qui a été pionnière sur l'investissement des Régions dans la production cinématographique.
En 1994, la société crée une filiale, la Commission du film Rhône-Alpes, bureau d'accueil des tournages en région Rhône-Alpes. La fin des années 1990 est marquée par des relations tendues avec le conseil régional dirigé pendant quelques années par Charles Millon, avec l'aide des voix du Front national,.
En 2003, elle s'installe sur le Pôle Pixel dans la commune de Villeurbanne dans la métropole de Lyon. En 2007, elle crée un bureau des Auteurs.
En 2009, la société crée l'enseigne Rhône-Alpes Studio pour gérer ses activités de location de studios de tournage (trois plateaux de tournage, le Studio 24 et les Studios Lumière 1 et 2, construits sur le Pôle PIXEL) et l'ensemble de ses activités immobilières (location de bureaux au sein du Pôle PIXEL pour des sociétés du cinéma, de l'audiovisuel, du jeu vidéo et du multimédia).
À la suite de la réforme territoriale de 2015, Rhône-Alpes Cinéma devient Auvergne-Rhône-Alpes Cinéma.

## Activités
Auvergne-Rhône-Alpes Cinéma a pour principales missions de :
- investir en coproduction dans des longs métrages dont le tournage a lieu de manière significative en région Auvergne-Rhône-Alpes ;
- assurer une large diffusion des films dans la région et participer à l'animation culturelle régionale.

Les investissements d'Auvergne-Rhône-Alpes Cinéma sont principalement financés par la Région Auvergne-Rhône-Alpes en partenariat avec le Centre national du cinéma et de l'image animée (ministère de la Culture).

### Production
Auvergne-Rhône-Alpes Cinéma investit financièrement dans la production des films en contrepartie d'un pourcentage sur le négatif et les recettes. L'apport d'Auvergne-Rhône-Alpes Cinéma n'est donc pas une subvention. Auvergne-Rhône-Alpes Cinéma ne produit pas non plus directement les films.
Auvergne-Rhône-Alpes Cinéma dispose chaque année d'une capacité d'investissement de l'ordre de 3 millions d'euros, constituée par des apports de la Région et du CNC, et par les recettes générées par l'exploitation des films. Les investissements portent sur des longs métrages tournés de manière significative dans la région Auvergne-Rhône-Alpes et agréés par le Centre national du cinéma et de l'image animée.
Auvergne-Rhône-Alpes Cinéma coproduit en moyenne 10 à 15 films par an. La région Auvergne-Rhône-Alpes est la première région française, après Île-de-France, à soutenir le cinéma de long métrage.[Quand ?][réf. nécessaire]

## Films
- 2024 : Planète B d'Aude-Léa Rapin